# كاني سبي (مهاباد)
قرية كاني سبي (بالكردية: کانی سپی) هي إحدى القرى التابعة لـكاني بازار في ريف قسم خليفان من مقاطعة مهاباد، في محافظة أذربیجان الغربیة الإيرانية.

## السكان
حسب إحصاءات سنة 2006، بلغ إجمالي السكان في كاني سبي 68 نسمة وعدد المساكن 7 مسكن. لغة سكان كاني سبي هي اللغة الكردية و هم من أهل السنة والجماعة والمذهب الشافعي.